# Flo (Norwegia)
Flo – wieś w zachodniej Norwegii, w okręgu Sogn og Fjordane, w gminie Stryn. Wieś położona jest na północy brzegu dużego jeziora Oppstrynsvatnet. Leży ok. 22 km na wschód od Stryn i około 5 km na zachód od Hjelle.
Bezpośrednio na południu przez jezioro, w miejscowości Oppstryn znajduje się Centrum Parku Narodowego Jostedalsbreen.